# Кубок России по баскетболу 2013/2014. Первый раунд

## Формат
28 команд Высшей лиги Чемпионата России и молодёжного первенства, а также все желающие команды разбиваются на подгруппы «А», «Б», «В», «Г», «Д», «Е» и «Ж» по территориальному принципу. Игры в подгруппах проводятся турами в один круг с 4 по 6 октября. Места проведения туров определяет РФБ. Победители групп плюс три лучшие команды, занявшие 2-е места в группах, выходят во второй отборочный раунд.

## Первый отборочный раунд
|  | Выход во второй отборочный раунд |

### Группа А
| Место                | Команда                     | Игры | Поб | Пор | Забито | Пропущено | +/-  | Очки |
| -------------------- | --------------------------- | ---- | --- | --- | ------ | --------- | ---- | ---- |
| 1                    | Союз (Заречный)             | 3    | 3   | 0   | 241    | 178       | +63  | 6    |
| 2                    | БК Тамбов (Тамбовская обл.) | 3    | 2   | 1   | 224    | 200       | +24  | 5    |
| 3                    | Спартак-2 (Санкт-Петербург) | 3    | 1   | 2   | 241    | 224       | +17  | 4    |
| 4                    | Нижний Новгород-2           | 3    | 0   | 3   | 168    | 272       | −104 | 3    |
| Данные на 7.10.2013. |                             |      |     |     |        |           |      |      |

| 4 октября 2013 15:00 | Отчёт | Спартак-2 (Санкт-Петербург)     | 78:83    | БК Тамбов (Тамбовская обл.)                 | ФОК «Лесной», Заречный Зрителей: 100 Судьи: Александр Демин, Денис Медведиров, Булат Закиров |
| 4 октября 2013 15:00 | Отчёт | 12:13, 24:25, 25:24, 17:21      |          |                                             | ФОК «Лесной», Заречный Зрителей: 100 Судьи: Александр Демин, Денис Медведиров, Булат Закиров |
| 4 октября 2013 15:00 | Отчёт | Александр Матвеев 16            | Очки     | Антон Дудукин 23                            | ФОК «Лесной», Заречный Зрителей: 100 Судьи: Александр Демин, Денис Медведиров, Булат Закиров |
| 4 октября 2013 15:00 | Отчёт | Кирилл Соколов, Илья Попов по 7 | Подборы  | Михаил Филимонов 7                          | ФОК «Лесной», Заречный Зрителей: 100 Судьи: Александр Демин, Денис Медведиров, Булат Закиров |
| 4 октября 2013 15:00 | Отчёт | Три игрока по 2                 | Передачи | Константин Мирзоянц, Георгий Каминский по 3 | ФОК «Лесной», Заречный Зрителей: 100 Судьи: Александр Демин, Денис Медведиров, Булат Закиров |

| 4 октября 2013 18:00 | Отчёт | Союз (Заречный)                     | 97:49    | Нижний Новгород-2 (Нижний Новгород) | ФОК «Лесной», Заречный Зрителей: 200 Судьи: Павел Усков, Максим Житлухин, Александр Сидорчук |
| 4 октября 2013 18:00 | Отчёт | 23:19, 24:10, 31:11, 19:19          |          |                                     | ФОК «Лесной», Заречный Зрителей: 200 Судьи: Павел Усков, Максим Житлухин, Александр Сидорчук |
| 4 октября 2013 18:00 | Отчёт | Константин Бреев 23                 | Очки     | Евгений Гришин 11                   | ФОК «Лесной», Заречный Зрителей: 200 Судьи: Павел Усков, Максим Житлухин, Александр Сидорчук |
| 4 октября 2013 18:00 | Отчёт | Сергей Карпов, Дмитрий Поносов по 8 | Подборы  | Роман Лагутин, Вадим Абдеев по 4    | ФОК «Лесной», Заречный Зрителей: 200 Судьи: Павел Усков, Максим Житлухин, Александр Сидорчук |
| 4 октября 2013 18:00 | Отчёт | Олег Филин 7                        | Передачи | Роман Лагутин 3                     | ФОК «Лесной», Заречный Зрителей: 200 Судьи: Павел Усков, Максим Житлухин, Александр Сидорчук |

| 5 октября 2013 15:00 | Отчёт | БК Тамбов (Тамбовская обл.) | 84:55    | Нижний Новгород-2 (Нижний Новгород) | ФОК «Лесной», Заречный Зрителей: 200 Судьи: Денис Медведиров, Павел Усков, Александр Сидорчук |
| 5 октября 2013 15:00 | Отчёт | 12:13, 23:20, 18:8, 21:14   |          |                                     | ФОК «Лесной», Заречный Зрителей: 200 Судьи: Денис Медведиров, Павел Усков, Александр Сидорчук |
| 5 октября 2013 15:00 | Отчёт | Антон Дудукин 17            | Очки     | Роман Лагутин 13                    | ФОК «Лесной», Заречный Зрителей: 200 Судьи: Денис Медведиров, Павел Усков, Александр Сидорчук |
| 5 октября 2013 15:00 | Отчёт | Антон Дудукин 7             | Подборы  | Вадим Абдеев 7                      | ФОК «Лесной», Заречный Зрителей: 200 Судьи: Денис Медведиров, Павел Усков, Александр Сидорчук |
| 5 октября 2013 15:00 | Отчёт | Максим Кузнецов 5           | Передачи | Роман Лагутин, Сергей Полетаев по 3 | ФОК «Лесной», Заречный Зрителей: 200 Судьи: Денис Медведиров, Павел Усков, Александр Сидорчук |

| 5 октября 2013 18:00 | Отчёт | Союз (Заречный)              | 77:72    | Спартак-2 (Санкт-Петербург)        | ФОК «Лесной», Заречный Зрителей: 300 Судьи: Максим Житлухин, Александр Демин, Булат Закиров |
| 5 октября 2013 18:00 | Отчёт | 16:18, 24:17, 19:15, 18:22   |          |                                    | ФОК «Лесной», Заречный Зрителей: 300 Судьи: Максим Житлухин, Александр Демин, Булат Закиров |
| 5 октября 2013 18:00 | Отчёт | Антон Ланчаков 21            | Очки     | Александр Матвеев 22               | ФОК «Лесной», Заречный Зрителей: 300 Судьи: Максим Житлухин, Александр Демин, Булат Закиров |
| 5 октября 2013 18:00 | Отчёт | Антон Ланчаков 10            | Подборы  | Александр Матвеев, Илья Попов по 4 | ФОК «Лесной», Заречный Зрителей: 300 Судьи: Максим Житлухин, Александр Демин, Булат Закиров |
| 5 октября 2013 18:00 | Отчёт | Олег Корчев, Олег Филин по 3 | Передачи | Александр Матвеев 4                | ФОК «Лесной», Заречный Зрителей: 300 Судьи: Максим Житлухин, Александр Демин, Булат Закиров |

| 6 октября 2013 15:00 | Отчёт | Нижний Новгород-2 (Нижний Новгород) | 64:91    | Спартак-2 (Санкт-Петербург)        | ФОК «Лесной», Заречный Зрителей: 200 Судьи: Павел Усков, Денис Медведиров, Александр Сидорчук |
| 6 октября 2013 15:00 | Отчёт | 10:26, 22:21, 14:18, 18:26          |          |                                    | ФОК «Лесной», Заречный Зрителей: 200 Судьи: Павел Усков, Денис Медведиров, Александр Сидорчук |
| 6 октября 2013 15:00 | Отчёт | Павел Бугаенко 16                   | Очки     | Илья Попов 19                      | ФОК «Лесной», Заречный Зрителей: 200 Судьи: Павел Усков, Денис Медведиров, Александр Сидорчук |
| 6 октября 2013 15:00 | Отчёт | Юрий Трубин 6                       | Подборы  | Илья Попов 11                      | ФОК «Лесной», Заречный Зрителей: 200 Судьи: Павел Усков, Денис Медведиров, Александр Сидорчук |
| 6 октября 2013 15:00 | Отчёт | Святослав Пугачев 5                 | Передачи | Иван Викторов, Руслан Туманов по 3 | ФОК «Лесной», Заречный Зрителей: 200 Судьи: Павел Усков, Денис Медведиров, Александр Сидорчук |

| 6 октября 2013 18:00 | Отчёт | Союз (Заречный)            | 67:57    | БК Тамбов (Тамбовская обл.) | ФОК «Лесной», Заречный Зрителей: 200 Судьи: Александр Демин, Максим Житлухин, Булат Закиров |
| 6 октября 2013 18:00 | Отчёт | 20:16, 20:10, 13:14, 14:17 |          |                             | ФОК «Лесной», Заречный Зрителей: 200 Судьи: Александр Демин, Максим Житлухин, Булат Закиров |
| 6 октября 2013 18:00 | Отчёт | Константин Бреев 19        | Очки     | Иван Гаврилов 16            | ФОК «Лесной», Заречный Зрителей: 200 Судьи: Александр Демин, Максим Житлухин, Булат Закиров |
| 6 октября 2013 18:00 | Отчёт | Дмитрий Поносов 8          | Подборы  | Константин Мирзоянц 8       | ФОК «Лесной», Заречный Зрителей: 200 Судьи: Александр Демин, Максим Житлухин, Булат Закиров |
| 6 октября 2013 18:00 | Отчёт | Олег Филин 5               | Передачи | Три игрока по 2             | ФОК «Лесной», Заречный Зрителей: 200 Судьи: Александр Демин, Максим Житлухин, Булат Закиров |

### Группа Б
| Место                | Команда                                 | Игры | Поб | Пор | Забито | Пропущено | +/- | Очки |
| -------------------- | --------------------------------------- | ---- | --- | --- | ------ | --------- | --- | ---- |
| 1                    | Уникс-2 (Казань)                        | 3    | 2   | 1   | 234    | 191       | +43 | 5    |
| 2                    | Родники (Ижевск)                        | 3    | 2   | 1   | 210    | 213       | −3  | 5    |
| 3                    | Красные Крылья-2 (Самара)               | 3    | 1   | 2   | 188    | 217       | −29 | 4    |
| 4                    | ЦСК ВВС-Красные Крылья (Самарская обл.) | 3    | 1   | 2   | 203    | 214       | −11 | 4    |
| Данные на 7.10.2013. |                                         |      |     |     |        |           |     |      |

| 4 октября 2013 17:00 | Отчёт | ЦСК ВВС-Красные Крылья (Самарская обл.) | 71:68    | Уникс-2 (Казань)       | Спортивный зал ИГМА, Ижевск Зрителей: 250 Судьи: Сергей Беляков, Александр Волков, Максим Шмидт |
| 4 октября 2013 17:00 | Отчёт | 15:9, 18:21, 15:16, 23:22               |          |                        | Спортивный зал ИГМА, Ижевск Зрителей: 250 Судьи: Сергей Беляков, Александр Волков, Максим Шмидт |
| 4 октября 2013 17:00 | Отчёт | Андрей Ширкин 23                        | Очки     | Александр Клюев 16     | Спортивный зал ИГМА, Ижевск Зрителей: 250 Судьи: Сергей Беляков, Александр Волков, Максим Шмидт |
| 4 октября 2013 17:00 | Отчёт | Андрей Ширкин 11                        | Подборы  | Владислав Евстафьев 10 | Спортивный зал ИГМА, Ижевск Зрителей: 250 Судьи: Сергей Беляков, Александр Волков, Максим Шмидт |
| 4 октября 2013 17:00 | Отчёт | Александр Князюк, Андрей Борисов по 4   | Передачи | Дмитрий Незванкин 3    | Спортивный зал ИГМА, Ижевск Зрителей: 250 Судьи: Сергей Беляков, Александр Волков, Максим Шмидт |

| 4 октября 2013 19:30 | Отчёт | Родники (Ижевск)           | 68:64    | Красные Крылья-2 (Самара)                   | Спортивный зал ИГМА, Ижевск Зрителей: 300 Судьи: Антон Шимолин, Денис Спасов, Александр Белоножкин |
| 4 октября 2013 19:30 | Отчёт | 17:17, 19:12, 14:17, 18:18 |          |                                             | Спортивный зал ИГМА, Ижевск Зрителей: 300 Судьи: Антон Шимолин, Денис Спасов, Александр Белоножкин |
| 4 октября 2013 19:30 | Отчёт | Максим Абызов 21           | Очки     | Андрей Питеров, Александр Приказчиков по 10 | Спортивный зал ИГМА, Ижевск Зрителей: 300 Судьи: Антон Шимолин, Денис Спасов, Александр Белоножкин |
| 4 октября 2013 19:30 | Отчёт | Станислав Дубинин 8        | Подборы  | Андрей Питеров 11                           | Спортивный зал ИГМА, Ижевск Зрителей: 300 Судьи: Антон Шимолин, Денис Спасов, Александр Белоножкин |
| 4 октября 2013 19:30 | Отчёт | Илья Мнгодо 3              | Передачи | Андрей Питеров, Алексей Точилкин по 3       | Спортивный зал ИГМА, Ижевск Зрителей: 300 Судьи: Антон Шимолин, Денис Спасов, Александр Белоножкин |

| 5 октября 2013 16:00 | Отчёт | Красные Крылья-2 (Самара)  | 65:59    | ЦСК ВВС-Красные Крылья (Самарская обл.) | Спортивный зал ИГМА, Ижевск Зрителей: 250 Судьи: Сергей Беляков, Денис Спасов, Александр Белоножкин |
| 5 октября 2013 16:00 | Отчёт | 18:13, 16:11, 10:13, 21:22 |          |                                         | Спортивный зал ИГМА, Ижевск Зрителей: 250 Судьи: Сергей Беляков, Денис Спасов, Александр Белоножкин |
| 5 октября 2013 16:00 | Отчёт | Алексей Альмушев 22        | Очки     | Артём Писарчук 13                       | Спортивный зал ИГМА, Ижевск Зрителей: 250 Судьи: Сергей Беляков, Денис Спасов, Александр Белоножкин |
| 5 октября 2013 16:00 | Отчёт | Алексей Альмушев 16        | Подборы  | Андрей Ширкин 9                         | Спортивный зал ИГМА, Ижевск Зрителей: 250 Судьи: Сергей Беляков, Денис Спасов, Александр Белоножкин |
| 5 октября 2013 16:00 | Отчёт | Дмитрий Приходько 5        | Передачи | Евгений Тяжев 4                         | Спортивный зал ИГМА, Ижевск Зрителей: 250 Судьи: Сергей Беляков, Денис Спасов, Александр Белоножкин |

| 5 октября 2013 18:30 | Отчёт | Уникс-2 (Казань)           | 76:61    | Родники (Ижевск)                       | Спортивный зал ИГМА, Ижевск Зрителей: 250 Судьи: Александр Волков, Антон Шимолин, Максим Шмидт |
| 5 октября 2013 18:30 | Отчёт | 18:13, 20:15, 11:15, 27:18 |          |                                        | Спортивный зал ИГМА, Ижевск Зрителей: 250 Судьи: Александр Волков, Антон Шимолин, Максим Шмидт |
| 5 октября 2013 18:30 | Отчёт | Александр Клюев 15         | Очки     | Станислав Дубинин 17                   | Спортивный зал ИГМА, Ижевск Зрителей: 250 Судьи: Александр Волков, Антон Шимолин, Максим Шмидт |
| 5 октября 2013 18:30 | Отчёт | Владислав Евстафьев 15     | Подборы  | Станислав Дубинин, Никита Чикуров по 5 | Спортивный зал ИГМА, Ижевск Зрителей: 250 Судьи: Александр Волков, Антон Шимолин, Максим Шмидт |
| 5 октября 2013 18:30 | Отчёт | Александр Клюев 5          | Передачи | Алексей Осокин 7                       | Спортивный зал ИГМА, Ижевск Зрителей: 250 Судьи: Александр Волков, Антон Шимолин, Максим Шмидт |

| 6 октября 2013 11:00 | Отчёт | Уникс-2 (Казань)                       | 90:59    | Красные Крылья-2 (Самара) | Спортивный зал ИГМА, Ижевск Зрителей: 250 Судьи: Сергей Беляков, Александр Волков, Максим Шмидт |
| 6 октября 2013 11:00 | Отчёт | 14:22, 28:16, 22:13, 26:8              |          |                           | Спортивный зал ИГМА, Ижевск Зрителей: 250 Судьи: Сергей Беляков, Александр Волков, Максим Шмидт |
| 6 октября 2013 11:00 | Отчёт | Руслан Хабиров 18                      | Очки     | Александр Приказчиков 15  | Спортивный зал ИГМА, Ижевск Зрителей: 250 Судьи: Сергей Беляков, Александр Волков, Максим Шмидт |
| 6 октября 2013 11:00 | Отчёт | Илья Луппо 8                           | Подборы  | Александр Приказчиков 8   | Спортивный зал ИГМА, Ижевск Зрителей: 250 Судьи: Сергей Беляков, Александр Волков, Максим Шмидт |
| 6 октября 2013 11:00 | Отчёт | Кемаль Велишаев, Григорий Морозов по 4 | Передачи | Четыре игрока по 2        | Спортивный зал ИГМА, Ижевск Зрителей: 250 Судьи: Сергей Беляков, Александр Волков, Максим Шмидт |

| 6 октября 2013 13:30 | Отчёт | Родники (Ижевск)           | 81:73    | ЦСК ВВС-Красные Крылья (Самарская обл.) | Спортивный зал ИГМА, Ижевск Зрителей: 250 Судьи: Денис Спасов, Антон Шимолин, Александр Белоножкин |
| 6 октября 2013 13:30 | Отчёт | 17:15, 23:12, 15:18, 26:28 |          |                                         | Спортивный зал ИГМА, Ижевск Зрителей: 250 Судьи: Денис Спасов, Антон Шимолин, Александр Белоножкин |
| 6 октября 2013 13:30 | Отчёт | Максим Абызов 19           | Очки     | Андрей Ширкин 22                        | Спортивный зал ИГМА, Ижевск Зрителей: 250 Судьи: Денис Спасов, Антон Шимолин, Александр Белоножкин |
| 6 октября 2013 13:30 | Отчёт | Михаил Фахреев 12          | Подборы  | Богдан Самойленко 7                     | Спортивный зал ИГМА, Ижевск Зрителей: 250 Судьи: Денис Спасов, Антон Шимолин, Александр Белоножкин |
| 6 октября 2013 13:30 | Отчёт | Алексей Осокин 6           | Передачи | Вадим Балякин 4                         | Спортивный зал ИГМА, Ижевск Зрителей: 250 Судьи: Денис Спасов, Антон Шимолин, Александр Белоножкин |

### Группа В
| Место                | Команда                      | Игры | Поб | Пор | Забито | Пропущено | +/- | Очки |
| -------------------- | ---------------------------- | ---- | --- | --- | ------ | --------- | --- | ---- |
| 1                    | Старый Соболь (Нижний Тагил) | 3    | 3   | 0   | 241    | 212       | +29 | 6    |
| 2                    | Нефтехимик (Тобольск)        | 3    | 2   | 1   | 234    | 178       | +56 | 5    |
| 3                    | БК 1736 (Омск)               | 3    | 1   | 2   | 199    | 230       | −31 | 4    |
| 4                    | Енисей-2                     | 3    | 0   | 3   | 176    | 230       | −54 | 3    |
| Данные на 7.10.2013. |                              |      |     |     |        |           |     |      |

| 4 октября 2013 16:00 | Отчёт | Нефтехимик (Тобольск)      | 87:57    | Енисей-2 (Красноярский край) | Спортивный Зал «Старый Соболь», Нижний Тагил Зрителей: 310 Судьи: Алексей Пушкарев, Александр Некрасов, Артём Кузин |
| 4 октября 2013 16:00 | Отчёт | 14:13, 26:13, 22:13, 25:18 |          |                              | Спортивный Зал «Старый Соболь», Нижний Тагил Зрителей: 310 Судьи: Алексей Пушкарев, Александр Некрасов, Артём Кузин |
| 4 октября 2013 16:00 | Отчёт | Три игрока по 11           | Очки     | Дмитрий Фридрих 12           | Спортивный Зал «Старый Соболь», Нижний Тагил Зрителей: 310 Судьи: Алексей Пушкарев, Александр Некрасов, Артём Кузин |
| 4 октября 2013 16:00 | Отчёт | Константин Новиков 8       | Подборы  | Александр Третьяков 7        | Спортивный Зал «Старый Соболь», Нижний Тагил Зрителей: 310 Судьи: Алексей Пушкарев, Александр Некрасов, Артём Кузин |
| 4 октября 2013 16:00 | Отчёт | Глеб Бейгельзимер 5        | Передачи | Константин Шереметьев 4      | Спортивный Зал «Старый Соболь», Нижний Тагил Зрителей: 310 Судьи: Алексей Пушкарев, Александр Некрасов, Артём Кузин |

| 4 октября 2013 18:30 | Отчёт | БК 1736 (Омск)                            | 86:90 ОТ | Старый Соболь (Нижний Тагил) | Спортивный Зал «Старый Соболь», Нижний Тагил Зрителей: 310 Судьи: Георгий Худяков, Тимур Валиахметов, Виталий Бахарев |
| 4 октября 2013 18:30 | Отчёт | 23:23, 23:22, 14:19, 14:10, 12:16         |          |                              | Спортивный Зал «Старый Соболь», Нижний Тагил Зрителей: 310 Судьи: Георгий Худяков, Тимур Валиахметов, Виталий Бахарев |
| 4 октября 2013 18:30 | Отчёт | Андрей Боровиков, Дмитрий Тараканов по 17 | Очки     | Александр Голубев 31         | Спортивный Зал «Старый Соболь», Нижний Тагил Зрителей: 310 Судьи: Георгий Худяков, Тимур Валиахметов, Виталий Бахарев |
| 4 октября 2013 18:30 | Отчёт | Антон Борисов 10                          | Подборы  | Роман Кшнякин 12             | Спортивный Зал «Старый Соболь», Нижний Тагил Зрителей: 310 Судьи: Георгий Худяков, Тимур Валиахметов, Виталий Бахарев |
| 4 октября 2013 18:30 | Отчёт | Владимир Емельянов 5                      | Передачи | Илья Подобедов 8             | Спортивный Зал «Старый Соболь», Нижний Тагил Зрителей: 310 Судьи: Георгий Худяков, Тимур Валиахметов, Виталий Бахарев |

| 5 октября 2013 15:00 | Отчёт | Енисей-2 (Красноярский край)              | 59:65    | БК 1736 (Омск)   | Спортивный Зал «Старый Соболь», Нижний Тагил Зрителей: 310 Судьи: Алексей Пушкарев, Тимур Валиахметов, Виталий Бахарев |
| 5 октября 2013 15:00 | Отчёт | 12:17, 19:15, 24:15, 4:18                 |          |                  | Спортивный Зал «Старый Соболь», Нижний Тагил Зрителей: 310 Судьи: Алексей Пушкарев, Тимур Валиахметов, Виталий Бахарев |
| 5 октября 2013 15:00 | Отчёт | Георгий Лачев 22                          | Очки     | Антон Борисов 16 | Спортивный Зал «Старый Соболь», Нижний Тагил Зрителей: 310 Судьи: Алексей Пушкарев, Тимур Валиахметов, Виталий Бахарев |
| 5 октября 2013 15:00 | Отчёт | Александр Третьяков, Дмитрий Фридрих по 7 | Подборы  | Иван Датьев 8    | Спортивный Зал «Старый Соболь», Нижний Тагил Зрителей: 310 Судьи: Алексей Пушкарев, Тимур Валиахметов, Виталий Бахарев |
| 5 октября 2013 15:00 | Отчёт | Дмитрий Фридрих 4                         | Передачи | Три игрока по 2  | Спортивный Зал «Старый Соболь», Нижний Тагил Зрителей: 310 Судьи: Алексей Пушкарев, Тимур Валиахметов, Виталий Бахарев |

| 5 октября 2013 17:30 | Отчёт | Старый Соболь (Нижний Тагил) | 73:66    | Нефтехимик (Тобольск) | Спортивный Зал «Старый Соболь», Нижний Тагил Зрителей: 310 Судьи: Александр Некрасов, Артём Кузин, Георгий Худяков |
| 5 октября 2013 17:30 | Отчёт | 11:14, 15:6, 26:20, 21:26    |          |                       | Спортивный Зал «Старый Соболь», Нижний Тагил Зрителей: 310 Судьи: Александр Некрасов, Артём Кузин, Георгий Худяков |
| 5 октября 2013 17:30 | Отчёт | Алексей Макаров 21           | Очки     | Константин Новиков 19 | Спортивный Зал «Старый Соболь», Нижний Тагил Зрителей: 310 Судьи: Александр Некрасов, Артём Кузин, Георгий Худяков |
| 5 октября 2013 17:30 | Отчёт | Роман Кшнякин 10             | Подборы  | Константин Новиков 9  | Спортивный Зал «Старый Соболь», Нижний Тагил Зрителей: 310 Судьи: Александр Некрасов, Артём Кузин, Георгий Худяков |
| 5 октября 2013 17:30 | Отчёт | Илья Подобедов 4             | Передачи | Дмитрий Злобин 4      | Спортивный Зал «Старый Соболь», Нижний Тагил Зрителей: 310 Судьи: Александр Некрасов, Артём Кузин, Георгий Худяков |

| 6 октября 2013 12:00 | Отчёт | Нефтехимик (Тобольск)                   | 81:48    | БК 1736 (Омск)                         | Спортивный Зал «Старый Соболь», Нижний Тагил Зрителей: 255 Судьи: Виталий Бахарев, Тимур Валиахметов, Георгий Худяков |
| 6 октября 2013 12:00 | Отчёт | 18:13, 25:9, 23:17, 15:9                |          |                                        | Спортивный Зал «Старый Соболь», Нижний Тагил Зрителей: 255 Судьи: Виталий Бахарев, Тимур Валиахметов, Георгий Худяков |
| 6 октября 2013 12:00 | Отчёт | Константин Новиков, Михаил Каутин по 13 | Очки     | Андрей Лебедев 13                      | Спортивный Зал «Старый Соболь», Нижний Тагил Зрителей: 255 Судьи: Виталий Бахарев, Тимур Валиахметов, Георгий Худяков |
| 6 октября 2013 12:00 | Отчёт | Константин Новиков 17                   | Подборы  | Дмитрий Тараканов, Сергей Худяков по 6 | Спортивный Зал «Старый Соболь», Нижний Тагил Зрителей: 255 Судьи: Виталий Бахарев, Тимур Валиахметов, Георгий Худяков |
| 6 октября 2013 12:00 | Отчёт | Четыре игрока по 2                      | Передачи | Дмитрий Тараканов 3                    | Спортивный Зал «Старый Соболь», Нижний Тагил Зрителей: 255 Судьи: Виталий Бахарев, Тимур Валиахметов, Георгий Худяков |

| 6 октября 2013 14:30 | Отчёт | Старый Соболь (Нижний Тагил) | 78:60    | Енисей-2 (Красноярский край) | Спортивный Зал «Старый Соболь», Нижний Тагил Зрителей: 255 Судьи: Артём Кузин, Алексей Пушкарев, Александр Некрасов |
| 6 октября 2013 14:30 | Отчёт | 17:17, 22:11, 21:16, 18:16   |          |                              | Спортивный Зал «Старый Соболь», Нижний Тагил Зрителей: 255 Судьи: Артём Кузин, Алексей Пушкарев, Александр Некрасов |
| 6 октября 2013 14:30 | Отчёт | Александр Голубев 22         | Очки     | Георгий Лачев 21             | Спортивный Зал «Старый Соболь», Нижний Тагил Зрителей: 255 Судьи: Артём Кузин, Алексей Пушкарев, Александр Некрасов |
| 6 октября 2013 14:30 | Отчёт | Алексей Макаров 9            | Подборы  | Александр Третьяков 7        | Спортивный Зал «Старый Соболь», Нижний Тагил Зрителей: 255 Судьи: Артём Кузин, Алексей Пушкарев, Александр Некрасов |
| 6 октября 2013 14:30 | Отчёт | Александр Голубев 7          | Передачи | Георгий Лачев 2              | Спортивный Зал «Старый Соболь», Нижний Тагил Зрителей: 255 Судьи: Артём Кузин, Алексей Пушкарев, Александр Некрасов |

### Группа Г
| Место                | Команда                       | Игры | Поб | Пор | Забито | Пропущено | +/- | Очки |
| -------------------- | ----------------------------- | ---- | --- | --- | ------ | --------- | --- | ---- |
| 1                    | Согдиана-СКИФ (Воронеж)       | 3    | 3   | 0   | 247    | 175       | +72 | 6    |
| 2                    | Динамо-2 (Москва)             | 3    | 2   | 1   | 216    | 203       | +13 | 5    |
| 3                    | Тегас (Динской район)         | 3    | 1   | 2   | 186    | 209       | −23 | 4    |
| 4                    | Красный Октябрь-2 (Волгоград) | 3    | 0   | 3   | 168    | 230       | −62 | 3    |
| Данные на 7.10.2013. |                               |      |     |     |        |           |     |      |

| 4 октября 2013 15:00 | Отчёт | Тегас (Динской район)     | 70:55    | Красный Октябрь-2 (Волгоград) | Спорткомплекс ВГИФК-2, Воронеж Зрителей: 0 Судьи: Алексей Гончаров, Сергей Фахритдинов, Александр Кольцов |
| 4 октября 2013 15:00 | Отчёт | 13:21, 19:12, 19:15, 19:7 |          |                               | Спорткомплекс ВГИФК-2, Воронеж Зрителей: 0 Судьи: Алексей Гончаров, Сергей Фахритдинов, Александр Кольцов |
| 4 октября 2013 15:00 | Отчёт | Андрей Дорофеев 22        | Очки     | Кирилл Скороходов 14          | Спорткомплекс ВГИФК-2, Воронеж Зрителей: 0 Судьи: Алексей Гончаров, Сергей Фахритдинов, Александр Кольцов |
| 4 октября 2013 15:00 | Отчёт | Антон Тусиков 12          | Подборы  | Максим Селезнев 6             | Спорткомплекс ВГИФК-2, Воронеж Зрителей: 0 Судьи: Алексей Гончаров, Сергей Фахритдинов, Александр Кольцов |
| 4 октября 2013 15:00 | Отчёт | Анатолий Минин 5          | Передачи | Кирилл Скороходов 5           | Спорткомплекс ВГИФК-2, Воронеж Зрителей: 0 Судьи: Алексей Гончаров, Сергей Фахритдинов, Александр Кольцов |

| 4 октября 2013 17:00 | Отчёт | Согдиана-СКИФ (Воронеж)           | 88:61    | Динамо-2 (Москва) | Спорткомплекс ВГИФК-2, Воронеж Зрителей: 80 Судьи: Максим Корнев, Владимир Щербаков, Дмитрий Северюхин |
| 4 октября 2013 17:00 | Отчёт | 20:14, 23:21, 15:12, 20:14        |          |                   | Спорткомплекс ВГИФК-2, Воронеж Зрителей: 80 Судьи: Максим Корнев, Владимир Щербаков, Дмитрий Северюхин |
| 4 октября 2013 17:00 | Отчёт | Владимир Чичайкин 22              | Очки     | Павел Хребтов 14  | Спорткомплекс ВГИФК-2, Воронеж Зрителей: 80 Судьи: Максим Корнев, Владимир Щербаков, Дмитрий Северюхин |
| 4 октября 2013 17:00 | Отчёт | Денис Бжевский, Борис Гурьев по 6 | Подборы  | Вадим Курашов 10  | Спорткомплекс ВГИФК-2, Воронеж Зрителей: 80 Судьи: Максим Корнев, Владимир Щербаков, Дмитрий Северюхин |
| 4 октября 2013 17:00 | Отчёт | Евгений Кислянских 5              | Передачи | Андрей Сытник 4   | Спорткомплекс ВГИФК-2, Воронеж Зрителей: 80 Судьи: Максим Корнев, Владимир Щербаков, Дмитрий Северюхин |

| 5 октября 2013 13:00 | Отчёт | Динамо-2 (Москва)                         | 77:55    | Тегас (Динской район)                | Спорткомплекс ВГИФК-2, Воронеж Зрителей: 20 Судьи: Алексей Гончаров, Владимир Щербаков, Дмитрий Северюхин |
| 5 октября 2013 13:00 | Отчёт | 13:17, 22:9, 16:17, 26:12                 |          |                                      | Спорткомплекс ВГИФК-2, Воронеж Зрителей: 20 Судьи: Алексей Гончаров, Владимир Щербаков, Дмитрий Северюхин |
| 5 октября 2013 13:00 | Отчёт | Павел Хребтов 20                          | Очки     | Андрей Дорофеев, Антон Тусиков по 13 | Спорткомплекс ВГИФК-2, Воронеж Зрителей: 20 Судьи: Алексей Гончаров, Владимир Щербаков, Дмитрий Северюхин |
| 5 октября 2013 13:00 | Отчёт | Святослав Макушкин, Дмитрий Сафронов по 6 | Подборы  | Андрей Дорофеев 7                    | Спорткомплекс ВГИФК-2, Воронеж Зрителей: 20 Судьи: Алексей Гончаров, Владимир Щербаков, Дмитрий Северюхин |
| 5 октября 2013 13:00 | Отчёт | Андрей Сытник, Павел Хребтов по 4         | Передачи | Никита Погребняк Игорь Демин по 3    | Спорткомплекс ВГИФК-2, Воронеж Зрителей: 20 Судьи: Алексей Гончаров, Владимир Щербаков, Дмитрий Северюхин |

| 5 октября 2013 15:00 | Отчёт | Красный Октябрь-2 (Волгоград) | 53:82    | Согдиана-СКИФ (Воронеж) | Спорткомплекс ВГИФК-2, Воронеж Зрителей: 50 Судьи: Максим Корнев, Александр Кольцов, Сергей Фахритдинов |
| 5 октября 2013 15:00 | Отчёт | 9:12, 16:21, 11:28, 17:21     |          |                         | Спорткомплекс ВГИФК-2, Воронеж Зрителей: 50 Судьи: Максим Корнев, Александр Кольцов, Сергей Фахритдинов |
| 5 октября 2013 15:00 | Отчёт | Максим Селезнев 11            | Очки     | Борис Гурьев 18         | Спорткомплекс ВГИФК-2, Воронеж Зрителей: 50 Судьи: Максим Корнев, Александр Кольцов, Сергей Фахритдинов |
| 5 октября 2013 15:00 | Отчёт | Три игрока по 6               | Подборы  | Наиль Гафаров 9         | Спорткомплекс ВГИФК-2, Воронеж Зрителей: 50 Судьи: Максим Корнев, Александр Кольцов, Сергей Фахритдинов |
| 5 октября 2013 15:00 | Отчёт | Валерий Маган 2               | Передачи | Наиль Гафаров 3         | Спорткомплекс ВГИФК-2, Воронеж Зрителей: 50 Судьи: Максим Корнев, Александр Кольцов, Сергей Фахритдинов |

| 6 октября 2013 11:00 | Отчёт | Красный Октябрь-2 (Волгоград) | 60:78    | Динамо-2 (Москва) | Спорткомплекс ВГИФК-2, Воронеж Зрителей: 20 Судьи: Максим Корнев, Сергей Фахритдинов, Алексей Гончаров |
| 6 октября 2013 11:00 | Отчёт | 18:20, 21:23, 9:14, 12:21     |          |                   | Спорткомплекс ВГИФК-2, Воронеж Зрителей: 20 Судьи: Максим Корнев, Сергей Фахритдинов, Алексей Гончаров |
| 6 октября 2013 11:00 | Отчёт | Валерий Маган 13              | Очки     | Павел Хребтов 18  | Спорткомплекс ВГИФК-2, Воронеж Зрителей: 20 Судьи: Максим Корнев, Сергей Фахритдинов, Алексей Гончаров |
| 6 октября 2013 11:00 | Отчёт | Денис Маган 7                 | Подборы  | Вадим Курашов 9   | Спорткомплекс ВГИФК-2, Воронеж Зрителей: 20 Судьи: Максим Корнев, Сергей Фахритдинов, Алексей Гончаров |
| 6 октября 2013 11:00 | Отчёт | Валерий Маган 5               | Передачи | Павел Хребтов 5   | Спорткомплекс ВГИФК-2, Воронеж Зрителей: 20 Судьи: Максим Корнев, Сергей Фахритдинов, Алексей Гончаров |

| 6 октября 2013 13:00 | Отчёт | Согдиана-СКИФ (Воронеж)    | 77:61    | Тегас (Динской район)                 | Спорткомплекс ВГИФК-2, Воронеж Зрителей: 100 Судьи: Владимир Щербаков, Дмитрий Северюхин, Александр Кольцов |
| 6 октября 2013 13:00 | Отчёт | 22:12, 21:18, 19:12, 15:19 |          |                                       | Спорткомплекс ВГИФК-2, Воронеж Зрителей: 100 Судьи: Владимир Щербаков, Дмитрий Северюхин, Александр Кольцов |
| 6 октября 2013 13:00 | Отчёт | Юрий Кочнев 14             | Очки     | Антон Тусиков 22                      | Спорткомплекс ВГИФК-2, Воронеж Зрителей: 100 Судьи: Владимир Щербаков, Дмитрий Северюхин, Александр Кольцов |
| 6 октября 2013 13:00 | Отчёт | Юрий Кочнев 9              | Подборы  | Никита Погребняк, Анатолий Минин по 7 | Спорткомплекс ВГИФК-2, Воронеж Зрителей: 100 Судьи: Владимир Щербаков, Дмитрий Северюхин, Александр Кольцов |
| 6 октября 2013 13:00 | Отчёт | Денис Бжевский 5           | Передачи | Роман Черниченков 3                   | Спорткомплекс ВГИФК-2, Воронеж Зрителей: 100 Судьи: Владимир Щербаков, Дмитрий Северюхин, Александр Кольцов |

### Группа Д
| Место                | Команда                   | Игры | Поб | Пор | Забито | Пропущено | +/- | Очки |
| -------------------- | ------------------------- | ---- | --- | --- | ------ | --------- | --- | ---- |
| 1                    | Химки-2 (Московская обл.) | 3    | 3   | 0   | 258    | 179       | +79 | 6    |
| 2                    | Динамо-ЮЗГУ (Курск)       | 3    | 2   | 1   | 247    | 220       | +27 | 5    |
| 3                    | Строитель (Энгельс)       | 3    | 1   | 2   | 195    | 253       | −58 | 4    |
| 4                    | Триумф-2 (Люберцы)        | 3    | 0   | 3   | 205    | 253       | −48 | 3    |
| Данные на 9.10.2013. |                           |      |     |     |        |           |     |      |

| 6 октября 2013 14:00 | Отчёт | Динамо-ЮЗГУ (Курск)       | 63:92    | Химки-2 (Московская обл.) | Баскетбольный центр Химки, Химки Зрителей: 0 Судьи: Алексей Дыев, Игорь Фомин, Максим Дмитриев |
| 6 октября 2013 14:00 | Отчёт | 9:23, 17:18, 19:23, 18:28 |          |                           | Баскетбольный центр Химки, Химки Зрителей: 0 Судьи: Алексей Дыев, Игорь Фомин, Максим Дмитриев |
| 6 октября 2013 14:00 | Отчёт | Сергей Чудиновских 25     | Очки     | Денис Левшин 16           | Баскетбольный центр Химки, Химки Зрителей: 0 Судьи: Алексей Дыев, Игорь Фомин, Максим Дмитриев |
| 6 октября 2013 14:00 | Отчёт | Михаил Юдов 6             | Подборы  | Станислав Ильницкий 12    | Баскетбольный центр Химки, Химки Зрителей: 0 Судьи: Алексей Дыев, Игорь Фомин, Максим Дмитриев |
| 6 октября 2013 14:00 | Отчёт | Сергей Чудиновских 6      | Передачи | Иван Русецкий 6           | Баскетбольный центр Химки, Химки Зрителей: 0 Судьи: Алексей Дыев, Игорь Фомин, Максим Дмитриев |

| 6 октября 2013 16:00 | Отчёт | Строитель (Энгельс)        | 84:72    | Триумф-2 (Люберцы)    | Баскетбольный центр Химки, Химки Зрителей: 60 Судьи: Константин Беляков, Дмитрий Гаврилин, Сергей Токарев |
| 6 октября 2013 16:00 | Отчёт | 19:18, 15:13, 24:23, 26:18 |          |                       | Баскетбольный центр Химки, Химки Зрителей: 60 Судьи: Константин Беляков, Дмитрий Гаврилин, Сергей Токарев |
| 6 октября 2013 16:00 | Отчёт | Михаил Девятков 19         | Очки     | Алексей Корчун 16     | Баскетбольный центр Химки, Химки Зрителей: 60 Судьи: Константин Беляков, Дмитрий Гаврилин, Сергей Токарев |
| 6 октября 2013 16:00 | Отчёт | Три игрока по 4            | Подборы  | Андрей Десятников 14  | Баскетбольный центр Химки, Химки Зрителей: 60 Судьи: Константин Беляков, Дмитрий Гаврилин, Сергей Токарев |
| 6 октября 2013 16:00 | Отчёт | Три игрока по 3            | Передачи | Вячеслав Федорченко 8 | Баскетбольный центр Химки, Химки Зрителей: 60 Судьи: Константин Беляков, Дмитрий Гаврилин, Сергей Токарев |

| 7 октября 2013 14:00 | Отчёт | Триумф-2 (Люберцы)         | 73:99    | Динамо-ЮЗГУ (Курск)   | Баскетбольный центр Химки, Химки Зрителей: 52 Судьи: Алексей Гончаров, Константин Беляков, Максим Дмитриев |
| 7 октября 2013 14:00 | Отчёт | 18:27, 25:19, 17:27, 13:26 |          |                       | Баскетбольный центр Химки, Химки Зрителей: 52 Судьи: Алексей Гончаров, Константин Беляков, Максим Дмитриев |
| 7 октября 2013 14:00 | Отчёт | Андрей Десятников 20       | Очки     | Сергей Чудиновских 27 | Баскетбольный центр Химки, Химки Зрителей: 52 Судьи: Алексей Гончаров, Константин Беляков, Максим Дмитриев |
| 7 октября 2013 14:00 | Отчёт | Андрей Десятников 11       | Подборы  | Михаил Юдов 6         | Баскетбольный центр Химки, Химки Зрителей: 52 Судьи: Алексей Гончаров, Константин Беляков, Максим Дмитриев |
| 7 октября 2013 14:00 | Отчёт | Вячеслав Федорченко 5      | Передачи | Сергей Чудиновских 4  | Баскетбольный центр Химки, Химки Зрителей: 52 Судьи: Алексей Гончаров, Константин Беляков, Максим Дмитриев |

| 7 октября 2013 16:00 | Отчёт | Химки-2 (Московская обл.)            | 96:56    | Строитель (Энгельс)       | Баскетбольный центр Химки, Химки Зрителей: 75 Судьи: Алексей Дыев, Игорь Фомин, Сергей Токарев |
| 7 октября 2013 16:00 | Отчёт | 20:14, 24:15, 30:12, 22:15           |          |                           | Баскетбольный центр Химки, Химки Зрителей: 75 Судьи: Алексей Дыев, Игорь Фомин, Сергей Токарев |
| 7 октября 2013 16:00 | Отчёт | Максим Сахаров 20                    | Очки     | Александр Подосинников 14 | Баскетбольный центр Химки, Химки Зрителей: 75 Судьи: Алексей Дыев, Игорь Фомин, Сергей Токарев |
| 7 октября 2013 16:00 | Отчёт | Денис Орленко, Николай Рогожкин по 8 | Подборы  | Антон Богдан 13           | Баскетбольный центр Химки, Химки Зрителей: 75 Судьи: Алексей Дыев, Игорь Фомин, Сергей Токарев |
| 7 октября 2013 16:00 | Отчёт | Иван Русецкий 5                      | Передачи | Михаил Девятков 3         | Баскетбольный центр Химки, Химки Зрителей: 75 Судьи: Алексей Дыев, Игорь Фомин, Сергей Токарев |

| 8 октября 2013 14:00 | Отчёт | Динамо-ЮЗГУ (Курск)        | 85:55    | Строитель (Энгельс)       | Баскетбольный центр Химки, Химки Зрителей: 50 Судьи: Алексей Дыев, Константин Беляков, Сергей Токарев |
| 8 октября 2013 14:00 | Отчёт | 15:12, 21:13, 19:16, 30:14 |          |                           | Баскетбольный центр Химки, Химки Зрителей: 50 Судьи: Алексей Дыев, Константин Беляков, Сергей Токарев |
| 8 октября 2013 14:00 | Отчёт | Роман Шаповалов 21         | Очки     | Александр Подосинников 15 | Баскетбольный центр Химки, Химки Зрителей: 50 Судьи: Алексей Дыев, Константин Беляков, Сергей Токарев |
| 8 октября 2013 14:00 | Отчёт | Михаил Юдов 10             | Подборы  | Константин Деревянко 8    | Баскетбольный центр Химки, Химки Зрителей: 50 Судьи: Алексей Дыев, Константин Беляков, Сергей Токарев |
| 8 октября 2013 14:00 | Отчёт | Роман Шаповалов 4          | Передачи | Михаил Девятков 5         | Баскетбольный центр Химки, Химки Зрителей: 50 Судьи: Алексей Дыев, Константин Беляков, Сергей Токарев |

| 8 октября 2013 16:00 | Отчёт | Триумф-2 (Люберцы)         | 60:70    | Химки-2 (Московская обл.) | Баскетбольный центр Химки, Химки Зрителей: 150 Судьи: Алексей Гончаров, Игорь Фомин, Максим Дмитриев |
| 8 октября 2013 16:00 | Отчёт | 13:18, 19:13, 11:20, 17:19 |          |                           | Баскетбольный центр Химки, Химки Зрителей: 150 Судьи: Алексей Гончаров, Игорь Фомин, Максим Дмитриев |
| 8 октября 2013 16:00 | Отчёт | Вячеслав Федорченко 20     | Очки     | Станислав Ильницкий 15    | Баскетбольный центр Химки, Химки Зрителей: 150 Судьи: Алексей Гончаров, Игорь Фомин, Максим Дмитриев |
| 8 октября 2013 16:00 | Отчёт | Александр Разумов 8        | Подборы  | Руслан Патеев 11          | Баскетбольный центр Химки, Химки Зрителей: 150 Судьи: Алексей Гончаров, Игорь Фомин, Максим Дмитриев |
| 8 октября 2013 16:00 | Отчёт | Три игрока по 2            | Передачи | Иван Русецкий 5           | Баскетбольный центр Химки, Химки Зрителей: 150 Судьи: Алексей Гончаров, Игорь Фомин, Максим Дмитриев |

### Группа Е
| Место                | Команда                   | Игры | Поб | Пор | Забито | Пропущено | +/-  | Очки |
| -------------------- | ------------------------- | ---- | --- | --- | ------ | --------- | ---- | ---- |
| 1                    | МБА (Москва)              | 3    | 3   | 0   | 248    | 153       | +95  | 6    |
| 2                    | ЦСКА-2 (Москва)           | 3    | 2   | 1   | 246    | 185       | +61  | 5    |
| 3                    | Иркут-2 (Иркутск)         | 3    | 1   | 2   | 185    | 237       | −52  | 4    |
| 4                    | КАМиТ-Университет (Тверь) | 3    | 0   | 3   | 151    | 255       | −104 | 3    |
| Данные на 7.10.2013. |                           |      |     |     |        |           |      |      |

| 4 октября 2013 11:00 | Отчёт | КАМиТ-Университет (Тверь)              | 51:96    | ЦСКА-2 (Москва)                    | Спортивный Зал «Тринта», Москва Зрителей: 30 Судьи: Алексей Ревенко, Иван Бахтеев, Владимир Алексеев |
| 4 октября 2013 11:00 | Отчёт | 13:24, 9:29, 19:18, 10:25              |          |                                    | Спортивный Зал «Тринта», Москва Зрителей: 30 Судьи: Алексей Ревенко, Иван Бахтеев, Владимир Алексеев |
| 4 октября 2013 11:00 | Отчёт | Альберт Татевосян, Сергей Иванов по 16 | Очки     | Валерий Ершков 16                  | Спортивный Зал «Тринта», Москва Зрителей: 30 Судьи: Алексей Ревенко, Иван Бахтеев, Владимир Алексеев |
| 4 октября 2013 11:00 | Отчёт | Дмитрий Пряхин 8                       | Подборы  | Антон Астапкович 10                | Спортивный Зал «Тринта», Москва Зрителей: 30 Судьи: Алексей Ревенко, Иван Бахтеев, Владимир Алексеев |
| 4 октября 2013 11:00 | Отчёт | Три игрока по 4                        | Передачи | Валерий Ершков, Артём Комолов по 7 | Спортивный Зал «Тринта», Москва Зрителей: 30 Судьи: Алексей Ревенко, Иван Бахтеев, Владимир Алексеев |

| 4 октября 2013 13:00 | Отчёт | Иркут-2 (Иркутск)         | 55:85    | МБА (Москва)         | Спортивный Зал «Тринта», Москва Зрителей: 30 Судьи: Алексей Архипов, Андрей Курносов, Олег Журавлев |
| 4 октября 2013 13:00 | Отчёт | 18:22, 15:18, 20:25, 2:20 |          |                      | Спортивный Зал «Тринта», Москва Зрителей: 30 Судьи: Алексей Архипов, Андрей Курносов, Олег Журавлев |
| 4 октября 2013 13:00 | Отчёт | Александр Балакирев 14    | Очки     | Александр Тихонин 19 | Спортивный Зал «Тринта», Москва Зрителей: 30 Судьи: Алексей Архипов, Андрей Курносов, Олег Журавлев |
| 4 октября 2013 13:00 | Отчёт | Михаил Щербин 11          | Подборы  | Сергей Красавцев 10  | Спортивный Зал «Тринта», Москва Зрителей: 30 Судьи: Алексей Архипов, Андрей Курносов, Олег Журавлев |
| 4 октября 2013 13:00 | Отчёт | Евгений Коновалов 5       | Передачи | Дмитрий Семенас 7    | Спортивный Зал «Тринта», Москва Зрителей: 30 Судьи: Алексей Архипов, Андрей Курносов, Олег Журавлев |

| 5 октября 2013 11:00 | Отчёт | МБА (Москва)            | 83:30    | КАМиТ-Университет (Тверь)               | Спортивный Зал «Тринта», Москва Зрителей: 75 Судьи: Алексей Архипов, Алексей Ревенко, Андрей Курносов |
| 5 октября 2013 11:00 | Отчёт | 18:9, 24:8, 18:3, 23:10 |          |                                         | Спортивный Зал «Тринта», Москва Зрителей: 75 Судьи: Алексей Архипов, Алексей Ревенко, Андрей Курносов |
| 5 октября 2013 11:00 | Отчёт | Сергей Красавцев 18     | Очки     | Никита Русинов 10                       | Спортивный Зал «Тринта», Москва Зрителей: 75 Судьи: Алексей Архипов, Алексей Ревенко, Андрей Курносов |
| 5 октября 2013 11:00 | Отчёт | Александр Тихонин 11    | Подборы  | Никита Русинов 5                        | Спортивный Зал «Тринта», Москва Зрителей: 75 Судьи: Алексей Архипов, Алексей Ревенко, Андрей Курносов |
| 5 октября 2013 11:00 | Отчёт | Константин Бабынин 5    | Передачи | Владислав Немецков, Никита Русинов по 2 | Спортивный Зал «Тринта», Москва Зрителей: 75 Судьи: Алексей Архипов, Алексей Ревенко, Андрей Курносов |

| 5 октября 2013 13:00 | Отчёт | ЦСКА-2 (Москва)            | 82:54    | Иркут-2 (Иркутск)                       | Спортивный Зал «Тринта», Москва Зрителей: 75 Судьи: Иван Бахтеев, Владимир Алексеев, Олег Журавлев |
| 5 октября 2013 13:00 | Отчёт | 25:11, 12:17, 20:15, 25:11 |          |                                         | Спортивный Зал «Тринта», Москва Зрителей: 75 Судьи: Иван Бахтеев, Владимир Алексеев, Олег Журавлев |
| 5 октября 2013 13:00 | Отчёт | Александр Ганькевич 16     | Очки     | Александр Балакирев 14                  | Спортивный Зал «Тринта», Москва Зрителей: 75 Судьи: Иван Бахтеев, Владимир Алексеев, Олег Журавлев |
| 5 октября 2013 13:00 | Отчёт | Александр Ганькевич 8      | Подборы  | Александр Балакирев, Михаил Щербин по 6 | Спортивный Зал «Тринта», Москва Зрителей: 75 Судьи: Иван Бахтеев, Владимир Алексеев, Олег Журавлев |
| 5 октября 2013 13:00 | Отчёт | Артём Комолов 6            | Передачи | Евгений Коновалов 3                     | Спортивный Зал «Тринта», Москва Зрителей: 75 Судьи: Иван Бахтеев, Владимир Алексеев, Олег Журавлев |

| 6 октября 2013 11:00 | Отчёт | КАМиТ-Университет (Тверь)  | 70:76    | Иркут-2 (Иркутск)    | Спортивный Зал «Тринта», Москва Зрителей: 57 Судьи: Алексей Архипов, Олег Журавлев, Владимир Алексеев |
| 6 октября 2013 11:00 | Отчёт | 20:11, 11:23, 24:19, 15:23 |          |                      | Спортивный Зал «Тринта», Москва Зрителей: 57 Судьи: Алексей Архипов, Олег Журавлев, Владимир Алексеев |
| 6 октября 2013 11:00 | Отчёт | Никита Потапов 16          | Очки     | Евгений Коновалов 15 | Спортивный Зал «Тринта», Москва Зрителей: 57 Судьи: Алексей Архипов, Олег Журавлев, Владимир Алексеев |
| 6 октября 2013 11:00 | Отчёт | Дмитрий Пряхин 12          | Подборы  | Никита Овчинников 13 | Спортивный Зал «Тринта», Москва Зрителей: 57 Судьи: Алексей Архипов, Олег Журавлев, Владимир Алексеев |
| 6 октября 2013 11:00 | Отчёт | Альберт Татевосян 5        | Передачи | Евгений Коновалов 7  | Спортивный Зал «Тринта», Москва Зрителей: 57 Судьи: Алексей Архипов, Олег Журавлев, Владимир Алексеев |

| 6 октября 2013 13:00 | Отчёт | МБА (Москва)              | 80:68    | ЦСКА-2 (Москва)      | Спортивный Зал «Тринта», Москва Зрителей: 150 Судьи: Иван Бахтеев, Алексей Ревенко, Андрей Курносов |
| 6 октября 2013 13:00 | Отчёт | 18:11, 20:23, 25:9, 17:25 |          |                      | Спортивный Зал «Тринта», Москва Зрителей: 150 Судьи: Иван Бахтеев, Алексей Ревенко, Андрей Курносов |
| 6 октября 2013 13:00 | Отчёт | Сергей Красавцев 15       | Очки     | Антон Астапкович 14  | Спортивный Зал «Тринта», Москва Зрителей: 150 Судьи: Иван Бахтеев, Алексей Ревенко, Андрей Курносов |
| 6 октября 2013 13:00 | Отчёт | Сергей Красавцев 10       | Подборы  | Валерий Ершков 7     | Спортивный Зал «Тринта», Москва Зрителей: 150 Судьи: Иван Бахтеев, Алексей Ревенко, Андрей Курносов |
| 6 октября 2013 13:00 | Отчёт | Константин Бабынин 5      | Передачи | Александр Гаврилов 4 | Спортивный Зал «Тринта», Москва Зрителей: 150 Судьи: Иван Бахтеев, Алексей Ревенко, Андрей Курносов |

### Группа Ж
| Место                | Команда              | Игры | Поб | Пор | Забито | Пропущено | +/- | Очки |
| -------------------- | -------------------- | ---- | --- | --- | ------ | --------- | --- | ---- |
| 1                    | Динамо (Ставрополь)  | 3    | 2   | 1   | 248    | 228       | +20 | 5    |
| 2                    | Локомотив-Кубань-2   | 3    | 2   | 1   | 241    | 223       | +18 | 5    |
| 3                    | Эльбрус (Черкесск)   | 3    | 1   | 2   | 222    | 238       | −16 | 4    |
| 4                    | Динамо-МГТУ (Майкоп) | 3    | 1   | 2   | 221    | 243       | −22 | 4    |
| Данные на 7.10.2013. |                      |      |     |     |        |           |     |      |

| 4 октября 2013 15:00 | Отчёт | Динамо-МГТУ (Майкоп)       | 74:79    | Локомотив-Кубань-2 (Краснодар)         | ФСК «Баскетбольная Школа Высшего Мастерства», Черкесск Зрителей: 0 Судьи: Василий Жак, Андрей Андреев, Игорь Куксов |
| 4 октября 2013 15:00 | Отчёт | 16:19, 25:18, 18:19, 15:23 |          |                                        | ФСК «Баскетбольная Школа Высшего Мастерства», Черкесск Зрителей: 0 Судьи: Василий Жак, Андрей Андреев, Игорь Куксов |
| 4 октября 2013 15:00 | Отчёт | Сергей Болотских 14        | Очки     | Богдан Богданов 20                     | ФСК «Баскетбольная Школа Высшего Мастерства», Черкесск Зрителей: 0 Судьи: Василий Жак, Андрей Андреев, Игорь Куксов |
| 4 октября 2013 15:00 | Отчёт | Артём Гапошин 6            | Подборы  | Роман Грущенко 7                       | ФСК «Баскетбольная Школа Высшего Мастерства», Черкесск Зрителей: 0 Судьи: Василий Жак, Андрей Андреев, Игорь Куксов |
| 4 октября 2013 15:00 | Отчёт | Артём Гапошин 6            | Передачи | Алексей Косарьков, Павел Кречетов по 3 | ФСК «Баскетбольная Школа Высшего Мастерства», Черкесск Зрителей: 0 Судьи: Василий Жак, Андрей Андреев, Игорь Куксов |

| 4 октября 2013 17:00 | Отчёт | Динамо (Ставрополь)                   | 88:69    | Эльбрус (Черкесск)    | ФСК «Баскетбольная Школа Высшего Мастерства», Черкесск Зрителей: 0 Судьи: Дмитрий Соболев, Антон Круглов, Сергей Чуб |
| 4 октября 2013 17:00 | Отчёт | 20:17, 23:15, 19:22, 26:15            |          |                       | ФСК «Баскетбольная Школа Высшего Мастерства», Черкесск Зрителей: 0 Судьи: Дмитрий Соболев, Антон Круглов, Сергей Чуб |
| 4 октября 2013 17:00 | Отчёт | Алексей Островский 21                 | Очки     | Роман Бажунаишвили 21 | ФСК «Баскетбольная Школа Высшего Мастерства», Черкесск Зрителей: 0 Судьи: Дмитрий Соболев, Антон Круглов, Сергей Чуб |
| 4 октября 2013 17:00 | Отчёт | Алексей Островский, Артём Костин по 8 | Подборы  | Роман Бажунаишвили 8  | ФСК «Баскетбольная Школа Высшего Мастерства», Черкесск Зрителей: 0 Судьи: Дмитрий Соболев, Антон Круглов, Сергей Чуб |
| 4 октября 2013 17:00 | Отчёт | Игорь Гутнев 6                        | Передачи | Руслан Хакунов 4      | ФСК «Баскетбольная Школа Высшего Мастерства», Черкесск Зрителей: 0 Судьи: Дмитрий Соболев, Антон Круглов, Сергей Чуб |

| 5 октября 2013 11:00 | Отчёт | Локомотив-Кубань-2 (Краснодар)          | 72:79    | Динамо (Ставрополь)   | ФСК «Баскетбольная Школа Высшего Мастерства», Черкесск Зрителей: 150 Судьи: Антон Круглов, Василий Жак, Игорь Куксов |
| 5 октября 2013 11:00 | Отчёт | 15:15, 21:19, 20:19, 16:26              |          |                       | ФСК «Баскетбольная Школа Высшего Мастерства», Черкесск Зрителей: 150 Судьи: Антон Круглов, Василий Жак, Игорь Куксов |
| 5 октября 2013 11:00 | Отчёт | Павел Кречетов 20                       | Очки     | Алексей Островский 13 | ФСК «Баскетбольная Школа Высшего Мастерства», Черкесск Зрителей: 150 Судьи: Антон Круглов, Василий Жак, Игорь Куксов |
| 5 октября 2013 11:00 | Отчёт | Руслан Абдулбасиров, Никита Зверев по 6 | Подборы  | Артём Костин 9        | ФСК «Баскетбольная Школа Высшего Мастерства», Черкесск Зрителей: 150 Судьи: Антон Круглов, Василий Жак, Игорь Куксов |
| 5 октября 2013 11:00 | Отчёт | Рихард Новосадович 3                    | Передачи | Алексей Островский 6  | ФСК «Баскетбольная Школа Высшего Мастерства», Черкесск Зрителей: 150 Судьи: Антон Круглов, Василий Жак, Игорь Куксов |

| 5 октября 2013 13:00 | Отчёт | Эльбрус (Черкесск)        | 83:60    | Динамо-МГТУ (Майкоп)               | ФСК «Баскетбольная Школа Высшего Мастерства», Черкесск Зрителей: 200 Судьи: Дмитрий Соболев, Сергей Чуб, Андрей Андреев |
| 5 октября 2013 13:00 | Отчёт | 14:16, 17:17, 31:7, 21:20 |          |                                    | ФСК «Баскетбольная Школа Высшего Мастерства», Черкесск Зрителей: 200 Судьи: Дмитрий Соболев, Сергей Чуб, Андрей Андреев |
| 5 октября 2013 13:00 | Отчёт | Роман Бажунаишвили 18     | Очки     | Владимир Дудко 11                  | ФСК «Баскетбольная Школа Высшего Мастерства», Черкесск Зрителей: 200 Судьи: Дмитрий Соболев, Сергей Чуб, Андрей Андреев |
| 5 октября 2013 13:00 | Отчёт | Михаил Зубов 7            | Подборы  | Владимир Дудко 12                  | ФСК «Баскетбольная Школа Высшего Мастерства», Черкесск Зрителей: 200 Судьи: Дмитрий Соболев, Сергей Чуб, Андрей Андреев |
| 5 октября 2013 13:00 | Отчёт | Алексей Костяев 4         | Передачи | Илья Хмара, Александр Милютин по 3 | ФСК «Баскетбольная Школа Высшего Мастерства», Черкесск Зрителей: 200 Судьи: Дмитрий Соболев, Сергей Чуб, Андрей Андреев |

| 6 октября 2013 11:00 | Отчёт | Динамо-МГТУ (Майкоп)       | 87:81    | Динамо (Ставрополь)   | ФСК «Баскетбольная Школа Высшего Мастерства», Черкесск Зрителей: 200 Судьи: Антон Круглов, Сергей Чуб, Андрей Андреев, |
| 6 октября 2013 11:00 | Отчёт | 15:17, 17:17, 29:26, 26:21 |          |                       | ФСК «Баскетбольная Школа Высшего Мастерства», Черкесск Зрителей: 200 Судьи: Антон Круглов, Сергей Чуб, Андрей Андреев, |
| 6 октября 2013 11:00 | Отчёт | Сергей Болотских 29        | Очки     | Алексей Островский 14 | ФСК «Баскетбольная Школа Высшего Мастерства», Черкесск Зрителей: 200 Судьи: Антон Круглов, Сергей Чуб, Андрей Андреев, |
| 6 октября 2013 11:00 | Отчёт | Владимир Дудко 10          | Подборы  | Алексей Островский 10 | ФСК «Баскетбольная Школа Высшего Мастерства», Черкесск Зрителей: 200 Судьи: Антон Круглов, Сергей Чуб, Андрей Андреев, |
| 6 октября 2013 11:00 | Отчёт | Артём Гапошин 11           | Передачи | Денис Гранкин 5       | ФСК «Баскетбольная Школа Высшего Мастерства», Черкесск Зрителей: 200 Судьи: Антон Круглов, Сергей Чуб, Андрей Андреев, |

| 6 октября 2013 13:00 | Отчёт | Эльбрус (Черкесск)         | 70:97    | Локомотив-Кубань-2 (Краснодар) | ФСК «Баскетбольная Школа Высшего Мастерства», Черкесск Зрителей: 200 Судьи: Дмитрий Соболев, Василий Жак, Игорь Куксов |
| 6 октября 2013 13:00 | Отчёт | 17:31, 18:25, 21:20, 14:14 |          |                                | ФСК «Баскетбольная Школа Высшего Мастерства», Черкесск Зрителей: 200 Судьи: Дмитрий Соболев, Василий Жак, Игорь Куксов |
| 6 октября 2013 13:00 | Отчёт | Андрей Павлов 17           | Очки     | Роман Грущенко 22              | ФСК «Баскетбольная Школа Высшего Мастерства», Черкесск Зрителей: 200 Судьи: Дмитрий Соболев, Василий Жак, Игорь Куксов |
| 6 октября 2013 13:00 | Отчёт | Андрей Павлов 5            | Подборы  | Роман Грущенко 9               | ФСК «Баскетбольная Школа Высшего Мастерства», Черкесск Зрителей: 200 Судьи: Дмитрий Соболев, Василий Жак, Игорь Куксов |
| 6 октября 2013 13:00 | Отчёт | Даниил Ларский 6           | Передачи | Алексей Косарько 6             | ФСК «Баскетбольная Школа Высшего Мастерства», Черкесск Зрителей: 200 Судьи: Дмитрий Соболев, Василий Жак, Игорь Куксов |